# Eckbauerbahn
| Eckbauerbahn                 |                                                                                     |
| ---------------------------- | ----------------------------------------------------------------------------------- |
| Bergstation der Eckbauerbahn |                                                                                     |
| Lage:                        | Garmisch-Partenkirchen BY D                                                         |
| Gebirge:                     | Wettersteingebirge, Alpen                                                           |
| Gesamtlänge:                 | 2140 m                                                                              |
| Höhendifferenz:              | 504 m 734 m{\displaystyle \mathrm {\nearrow } }1237 m                               |
| Talstation:                  | 47° 28′ 53,4″ N, 11° 7′ 8,4″ O                                                      |
| Bergstation:                 | 47° 28′ 0,4″ N, 11° 8′ 10,9″ O                                                      |
| Fahrt                        |                                                                                     |
| Dauer:                       | 12 Minuten                                                                          |
| Geschwindigkeit:             | 11 km/h                                                                             |
| Hintergrund                  |                                                                                     |
| Besitzer:                    | Partenkirchner BergBahnen GmbH & Co. KG, Garmisch-Partenkirchen Bayern, Deutschland |
| Eröffnung:                   | 23. Dezember 1956                                                                   |
| Stilllegung:                 | 7. Oktober 2018                                                                     |
| Wiedereröffnung:             | 16. Mai 2019                                                                        |
| Kontakt:                     | eckbauerbahn.de                                                                     |

Die Eckbauerbahn ist eine kuppelbare Einseilumlaufbahn, die in Garmisch-Partenkirchen vom Olympia-Skistadion auf den Eckbauer (1237 m) fährt. Die 1956 eröffnete Seilbahn wurde 2018 außer Betrieb genommen und durch eine neue Bahn ersetzt, die seit 2019 in Betrieb ist.

## Erste Seilbahn

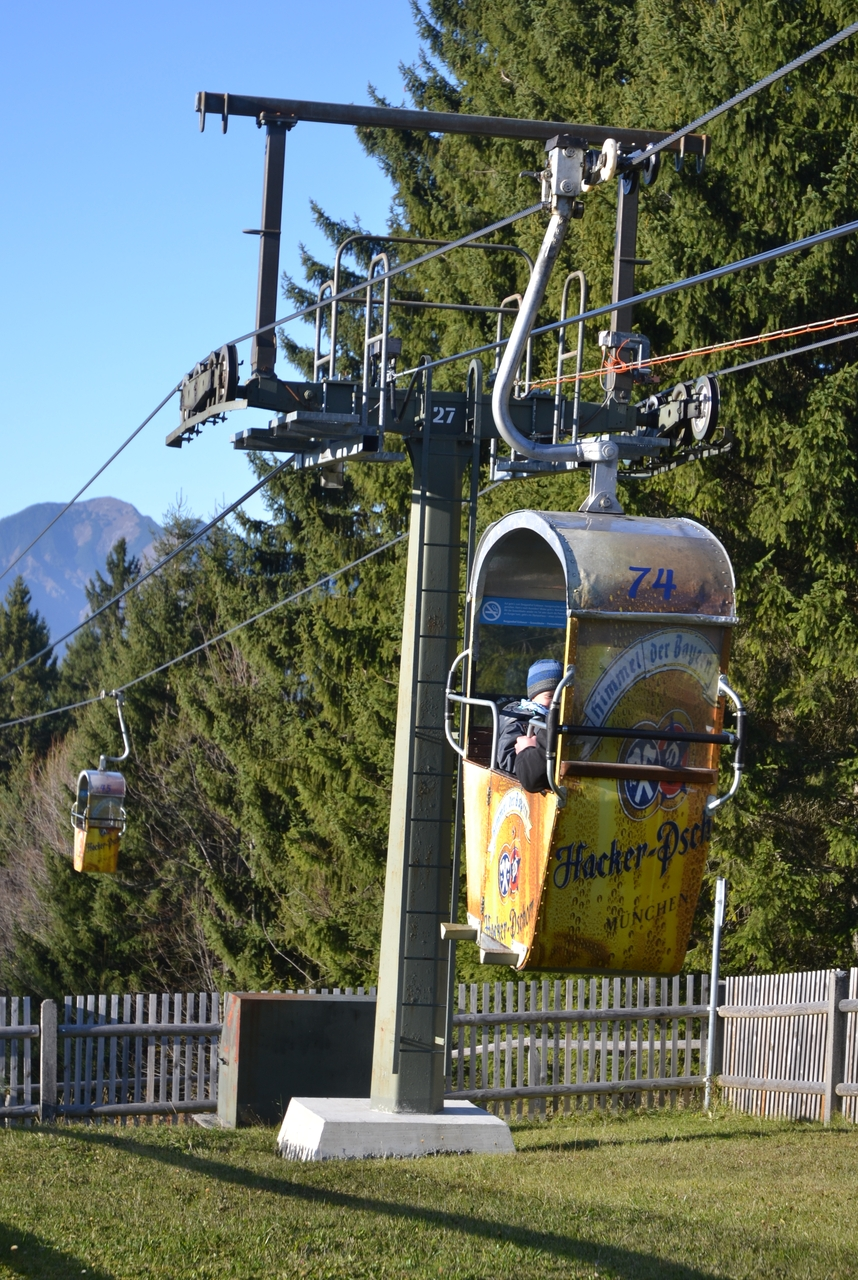
Zwei Gondeln nahe der Bergstation

Die von Pohlig-Heckel-Bleichert im Auftrag der Wank-Bahn AG gebaute und am 23. Dezember 1956 nach 30-jähriger Planung in Betrieb genommene Kleinkabinenbahn hatte eine schräge Länge von 2140 m. Von der auf 730 m über NHN liegenden Talstation überwand sie 500 m Höhenunterschied bis zu der Bergstation auf 1230 m über NHN. Die 75 halboffenen 2er-Gondeln fuhren mit einer Geschwindigkeit von 2,5 m/s (9 km/h) in geringer Höhe über 27 Seilbahnstützen. Die Seilbahn erreichte eine maximale Förderleistung von 300 Personen pro Stunde. Die Fahrzeit betrug 14 Minuten. Das Förderseil hatte einen Durchmesser von 27 mm. Der Antrieb befand sich in der Bergstation, das Spanngewicht in der Talstation.
Als Besonderheit der Bahn konnten die Brems- und Beschleunigungsstrecken in den Stationen gesehen werden. Dabei wurden die Gondeln über drei verschiedene Fördersysteme abgebremst und wieder auf Seilgeschwindigkeit beschleunigt, wobei die Beschleunigung der Kabinen per Seilschlitten als absolute Rarität bezeichnet werden konnte.
Im Jahre 1998 ging die Eckbauerbahn als Teil der Wankbahn AG an die Bayerische Zugspitzbahn Bergbahn AG über. Ende Dezember 2002 wurde die Eckbauerbahn von der Bayerischen Zugspitzbahn verkauft. In der Folge wurden die Partenkirchner BergBahnen GmbH & Co. KG gegründet, welche die Bahn zusammen mit der Graseckbahn betreibt.
Nach 52 Jahren Betriebszeit stellte die Seilbahn am 7. Oktober 2018 den Betrieb ein. Der Betrieb erfolgte bis zu ihrer Stilllegung mit den unveränderten zweisitzigen Kleinkabinen aus dem Eröffnungsjahr.
Grund für die Schließung war, dass kaum noch Ersatzteile beschafft werden konnten und stattdessen händisch gefertigt werden mussten. Ein wirtschaftlicher Betrieb war somit nahezu unmöglich. Außerdem waren die Fundamente der 27 Stützen sanierungsbedürftig.

## Zweite Seilbahn
An gleicher Stelle wurde in siebenmonatiger Bauzeit eine neue Einseilumlaufbahn errichtet, die am 16. Mai 2019 den Betrieb aufnahm. Die neue Bahn befördert bis zu 570 Personen pro Stunde und bietet in 45 Gondeln Platz für jeweils sechs Personen. An der Talstation wurde ein neues Café errichtet und die Bergstation wurde um einen Anbau erweitert.